# Elegia fenestrata
Elegia fenestrata är en gräsväxtart som beskrevs av Neville Stuart Pillans. Elegia fenestrata ingår i släktet Elegia och familjen Restionaceae. Inga underarter finns listade i Catalogue of Life.